# Dicranum
Genre
Dicranum est un genre de mousses de la famille des Dicranaceae, parmi celles appelées communément les « vraies mousses ». Ce genre a été décrit en 1801 par le bryologue allemand Johannes Hedwig (1730-1799). Le nom générique vient du grec δίκρανος - dikranos, « fourchu », en référence au péristome à dents bifides.
Ce genre peut constituer jusqu'à 40 % du régime alimentaire des lemmings en hiver.

## Liste des espèces et variétés
Selon BioLib (17 octobre 2018) :
- Dicranum acutifolium (Lindb. & Arnell) C. Jens. ex Weinm.
- Dicranum angustum Lindb.
- Dicranum bonjeanii De Not.
- Dicranum brevifolium (Lindb.) Lindb.
- Dicranum condensatum Hedw.
- Dicranum drummondii C. Müll.
- Dicranum elongatum Schleich. ex Schwägr.
- Dicranum flagellare Hedw.
- Dicranum flexicaule Brid.
- Dicranum fragilifolium Lindb.
- Dicranum fulvum Hook.
- Dicranum fuscescens Turner
- Dicranum groenlandicum Brid.
- Dicranum howellii Ren. & Card.
- Dicranum latifolium Amann
- Dicranum leioneuron Kindb.
- Dicranum majus Sm.
- Dicranum montanum Hedw.
- Dicranum muehlenbeckii B. S. G.
- Dicranum ontariense Peters.
- Dicranum pallidisetum (Bail. in Holz.) Irel.
- Dicranum polysetum Sw.
- Dicranum rhabdocarpum Sull.
- Dicranum scoparium Hedw.
- Dicranum spadiceum Zett.
- Dicranum spadiecum Zett.
- Dicranum spurium Hedw.
- Dicranum tauricum Sap.
- Dicranum undulatum Brid.
- Dicranum viride (Sull. & Lesq.) Lindb.

Selon Catalogue of Life (17 octobre 2018) :
- Dicranum acanthoneurum C. Müller, 1890
- Dicranum acutifolium C. E. O. Jensen in Weimarck, 1937
- Dicranum albescens C. Müller, 1853
- Dicranum arcuatipes C. Müller, 1900
- Dicranum assamicum Dixon, 1937
- Dicranum atratum Geheeb, 1879
- Dicranum bentzelii A. Kerner, 1867
- Dicranum bonjeanii De Notaris in Lisa, 1837
- Dicranum borbonicum Renauld & Cardot in Renauld, 1898
- Dicranum boswellii C. Müller, 1896
- Dicranum braunsiae C. Müller, 1900
- Dicranum breviflagellare C. Müller, 1896
- Dicranum brevifolium Lindberg, 1879
- Dicranum brevisetum Dozy & Molkenboer, 1844
- Dicranum caesium Mitten, 1891
- Dicranum calymperaceum C. Müller, 1897
- Dicranum camptophyllum Kindberg, 1897
- Dicranum cheoi E. B. Bartram, 1936
- Dicranum chlorophyllosum C. Müller, 1848
- Dicranum condensatum Hedwig, 1801
- Dicranum congestum Bridel, 1806
- Dicranum crassifolium Sérgio, Ochyra & Séneca, 1995
- Dicranum crispatum Brotherus ex C. Müller, 1898
- Dicranum crispifolium C. Müller, 1864
- Dicranum crispulum C. Müller & Kindberg in Macoun, 1892
- Dicranum decumbens Thwaites & Mitten, 1873
- Dicranum deflexicaulon C. Müller, 1874
- Dicranum delavayi Bescherelle, 1891
- Dicranum densifolium (Ångström) C. Müller, 1896
- Dicranum dilatinerve Cardot & Potier de la Varde, 1922
- Dicranum diplospiniferum Gao Chien & Aur Zhi-wen, 1980
- Dicranum dispersum Engelmark, 1999
- Dicranum drummondii C. Müller, 1848
- Dicranum dubium Thériot & Dixon, 1921
- Dicranum eggersii C. Müller, 1900
- Dicranum elongatum Schleicher ex Schwaegrichen, 1811
- Dicranum expallidum Stirton, 1897
- Dicranum falcatum (Sauter) Limpricht, 1886
- Dicranum fallax (Wilson in Braithwaite) Hobkirk, 1873
- Dicranum filum Bory de Saint-Vincent, 1804
- Dicranum flagellare Hedwig, 1801
- Dicranum fragilifolium Lindberg, 1857
- Dicranum fragillimum Warnstorf, 1915
- Dicranum frigidum C. Müller, 1859
- Dicranum fulvum W. J. Hooker, 1819
- Dicranum fuscescens Turner, 1804
- Dicranum geniculatum C. Müller, 1896
- Dicranum gonoi Cardot, 1909
- Dicranum goughii Mitten, 1859
- Dicranum gregoryi B. H. Allen, 1988
- Dicranum grimmioides C. Müller, 1882
- Dicranum groenlandicum Bridel, 1819 (1818)
- Dicranum hamulosum Mitten, 1891
- Dicranum hawaiicoflexuosum C. Müller, 1896
- Dicranum himalayanum Mitten, 1859
- Dicranum howellii Renauld & Cardot, 1888
- Dicranum humile (Montagne) C. Müller, 1848
- Dicranum incanum Mitten in J. D. Hooker, 1867
- Dicranum japonicum Mitten, 1891
- Dicranum jashii Thériot in Naveau, 1927
- Dicranum johnstonii Mitten, 1886
- Dicranum kashmirense Brotherus, 1899
- Dicranum klauteri Reimers, 1931
- Dicranum latifolium Amann, 1918
- Dicranum leiodontium Cardot, 1907
- Dicranum leioneuron Kindberg, 1889
- Dicranum leucobasis C. Müller & Kindberg in Macoun, 1892
- Dicranum leucobryoides Bescherelle ex C. Müller, 1900
- Dicranum linzianum Gao Chien in Gao Chien & Zhang Guang-chu, 1979
- Dicranum longicylindricum Gao Chien & Cao Tong, 1992
- Dicranum lophoneuron C. Müller, 1851
- Dicranum lorifolium Mitten, 1859
- Dicranum majus Turner, 1804
- Dicranum mayrii Brotherus, 1899
- Dicranum montanum Hedwig, 1801
- Dicranum muehlenbeckii Bruch & W. P. Schimper in B.S.G., 1847
- Dicranum multicapsulare C. Müller, 1897
- Dicranum nietneri C. Müller, 1869
- Dicranum nigro-flavum C. Müller, 1897
- Dicranum nipponense Bescherelle, 1893
- Dicranum novaustrinum Margadant, 1972
- Dicranum obliquatum Mitten, 1863
- Dicranum ontariense Peterson, 1977
- Dicranum orthocarpum Hedwig, 1801
- Dicranum orthophylloides Dixon, 1938
- Dicranum orthophyllum Brotherus, 1929
- Dicranum pallidisetum Ireland, 1965 (1966)
- Dicranum papillidens Brotherus, 1924
- Dicranum peruvianum H. Robinson, 1967
- Dicranum petrophylum Negri, 1908
- Dicranum polysetum Swartz, 1801
- Dicranum psathyrum Klazenga, 1999
- Dicranum pseudofalcatum Seppelt, 1980 (1981)
- Dicranum pseudoleucoloma C. Müller, 1882
- Dicranum pseudorobustum C. Müller ex Geheeb, 1877
- Dicranum pumilum Sauter, 1839
- Dicranum purpureum (Dickson ex Withering) Turner, 1804
- Dicranum rectifolium C. Müller, 1896
- Dicranum rhabdocarpum Sullivant, 1849
- Dicranum rodriguezii C. Müller, 1900
- Dicranum rupestre Weber & D. Mohr, 1807
- Dicranum savatieri W. P. Schimper ex Paris, 1904
- Dicranum schensianum C. Müller, 1897
- Dicranum schleicheri C. Müller, 1848
- Dicranum scoparium Hedwig, 1801
- Dicranum scopelliforme C. Müller, 1900
- Dicranum scottianum Turner ex Robt. Scott, 1803
- Dicranum semperi Hampe in C. Müller, 1900
- Dicranum setifolium Cardot, 1907
- Dicranum setosum J. D. Hooker & Wilson, 1844
- Dicranum sieberianum Hornschuch in Sprengel, 1827
- Dicranum spadiceum J. E. Zetterstedt, 1865
- Dicranum speirophyllum Montagne, 1843
- Dicranum spurium Hedwig, 1801
- Dicranum strictipilum C. Müller, 1897
- Dicranum strictisetum C. Müller, 1900
- Dicranum subarctocarpum Hampe, 1878
- Dicranum subpungens Hampe, 1860
- Dicranum subscoparium Kindberg, 1905
- Dicranum subsetosum C. Müller, 1897
- Dicranum subulatum (Hedwig) Hampe, 1830
- Dicranum subulifolium Kindberg in Macoun, 1890
- Dicranum subviride Brotherus & Paris in Brotherus, 1924
- Dicranum sulcatum Kindberg in Macoun, 1890
- Dicranum sumichrastii Duby, 1870
- Dicranum symblepharoides Cardot, 1909
- Dicranum syrrhopodontoides C. Müller, 1897
- Dicranum tauricum Sapehin, 1911
- Dicranum tectorum Warnstorf & Klinggräff, 1893
- Dicranum thelinotum C. Müller, 1896
- Dicranum thraustophyllum C. Müller, 1900
- Dicranum toninii C. Müller, 1897
- Dicranum trachyphyllum Renauld & Cardot, 1896
- Dicranum transsylvanicum Lüth, 2002
- Dicranum truncicola Brotherus, 1924
- Dicranum tubulifolium Ireland, 1984 (1985)
- Dicranum undulatum Schrader ex Bridel, 1801
- Dicranum viride Lindberg, 1863
- Dicranum viridissimum A. P. de Candolle, 1815
- Dicranum viridulum (Sullivant) Duby, 1830
- Dicranum yakushimense Sakurai, 1952
- Dicranum yezomontanum Noguchi, 1952

Selon ITIS (17 octobre 2018) :
- variété Dicranum fuscescens var. flexicaule (Brid.) Wils.
- variété Dicranum fuscescens var. fuscescens Turn.
- variété Dicranum majus var. majus Sm.
- variété Dicranum majus var. orthophyllum A. Br. ex Milde
- Dicranum acutifolium (Lindb. & Arnell) C. Jens. ex Weinm.
- Dicranum angustum Lindb.
- Dicranum bonjeanii De Not. in Lisa
- Dicranum brevifolium (Lindb.) Lindb.
- Dicranum condensatum Hedw.
- Dicranum elongatum Schleich. ex Schwaegr.
- Dicranum flagellare Hedw.
- Dicranum fragilifolium Lindb.
- Dicranum fulvum Hook.
- Dicranum fuscescens Turn.
- Dicranum groenlandicum Brid.
- Dicranum howellii Ren. & Card.
- Dicranum latifolium Amann
- Dicranum leioneuron Kindb.
- Dicranum majus Sm.
- Dicranum montanum Hedw.
- Dicranum muehlenbeckii Bruch & Schimp. in B.S.G.
- Dicranum ontariense Peters.
- Dicranum pallidisetum (Bail. in Holz.) Irel.
- Dicranum polysetum Sw.
- Dicranum rhabdocarpum Sull.
- Dicranum scoparium Hedw.
- Dicranum spadiceum Zett.
- Dicranum spurium Hedw.
- Dicranum tauricum Sapeh.
- Dicranum viride (Sull. & Lesq. in Sull.) Lindb.

Selon NCBI (17 octobre 2018) :
- Dicranum acutifolium
- Dicranum angustum
- Dicranum bardunovii
- Dicranum bonjeanii
- Dicranum brevifolium Dicrnaum brevifolium
- Dicranum caesium
- Dicranum canariense
- Dicranum condensatum
- Dicranum crassifolium
- Dicranum dispersum
- Dicranum drummondii
- Dicranum elongatum
- Dicranum flagellare
- Dicranum fragilifolium
- Dicranum fuscescens
- Dicranum groenlandicum
- Dicranum hakkodense
- Dicranum howellii
- Dicranum ignatovii
- Dicranum japonicum
- Dicranum laevidens
- Dicranum leioneuron
- Dicranum lorifolium
- Dicranum majus
- Dicranum mayrii
- Dicranum muehlenbeckii
- Dicranum nipponense
- Dicranum orientale
- Dicranum pacificum
- Dicranum polysetum
- Dicranum schljakovii
- Dicranum scoparium
- Dicranum scottianum
- Dicranum septentrionale
- Dicranum spadiceum
- Dicranum spurium
- Dicranum tauricum
- Dicranum undulatum
- Dicranum viride

Selon The Plant List (17 octobre 2018) :
- Dicranum acanthoneurum Müll. Hal.
- Dicranum acuminatum (Mitt.) Müll. Hal.
- Dicranum acutifolium (Lindb. & Arnell) C.E.O. Jensen
- Dicranum adianthoides (Hedw.) F. Weber & D. Mohr
- Dicranum africanum (Hedw.) F. Weber & D. Mohr
- Dicranum alpinum (P. Beauv.) Brid.
- Dicranum amoenevirens (Mitt.) Müll. Hal.
- Dicranum angustinerve Mitt.
- Dicranum antarcticum (Müll. Hal.) Mitt.
- Dicranum arcuatipes Müll. Hal.
- Dicranum arcuatum Brid.
- Dicranum areodictyon Müll. Hal.
- Dicranum arfakianum Müll. Hal. ex Geh.
- Dicranum argyrocaulon Müll. Hal.
- Dicranum armitii Müll. Hal.
- Dicranum asplenioides (Hedw.) F. Weber & D. Mohr
- Dicranum assamicum Dixon
- Dicranum atratum Geh.
- Dicranum aulacocarpum Mont.
- Dicranum aureonitens Müll. Hal.
- Dicranum australe Besch.
- Dicranum austrinum Mitt.
- Dicranum austro-alpinum Müll. Hal.
- Dicranum austro-congestum Müll. Hal.
- Dicranum austro-scoparium (Müll. Hal. ex Broth.) Müll. Hal.
- Dicranum baileyanum Müll. Hal.
- Dicranum bardunovii Tubanova & Ignatova
- Dicranum bartramianum B.H. Allen
- Dicranum bartramioides Broth.
- Dicranum bauerae Müll. Hal.
- Dicranum berteroanum Brid.
- Dicranum beyrichianum (Duby) Hampe
- Dicranum bicolor Hornsch. ex Müll. Hal.
- Dicranum billardierei Brid.
- Dicranum bipartitum (Dicks. ex With.) G. Roth ex Brid.
- Dicranum boivinianum (Besch.) Müll. Hal.
- Dicranum bonjeanii De Not.
- Dicranum borbonicum Renauld & Cardot
- Dicranum brachysteleum Müll. Hal.
- Dicranum brasiliense Müll. Hal.
- Dicranum braunsiae Müll. Hal.
- Dicranum brevifolium (Lindb.) Lindb.
- Dicranum brevipilum (Bruch & Schimp.) Müll. Hal.
- Dicranum brunneum Müll. Hal.
- Dicranum bruntonii Sm.
- Dicranum bryoides (Hedw.) Sw.
- Dicranum caesium Mitt.
- Dicranum callistomum (Dicks. ex With.) Turner
- Dicranum calycinum (Hedw.) F. Weber & D. Mohr
- Dicranum cambouei (Renauld & Cardot) Müll. Hal.
- Dicranum campylophyllum Taylor
- Dicranum canariense Hampe ex Müll. Hal.
- Dicranum capillaceum Brid.
- Dicranum capillatus (Hook. & Wilson) L.C. Beck
- Dicranum cheoi E.B. Bartram
- Dicranum chilense De Not.
- Dicranum chloropus Brid.
- Dicranum circinatum Brid.
- Dicranum cirratum (Hedw.) Timm ex P. Gaertn., B. Mey. & Scherb.
- Dicranum clathratum Hook. f. & Wilson
- Dicranum clavatum R. Br.
- Dicranum columbiae (Kindb.) Renauld & Cardot
- Dicranum comosum Schwägr.
- Dicranum conanenum C. Gao
- Dicranum condensatum Hedw.
- Dicranum confine Müll. Hal. & Hampe
- Dicranum conglomeratum (Brid.) Wallr.
- Dicranum corniculatum (Wahlenb.) Spreng.
- Dicranum crassifolium Sérgio, Ochyra & Seneca
- Dicranum crispatulum (Roll) Kindb.
- Dicranum crispifolium Müll. Hal.
- Dicranum crispulum (Hedw.) Mitt.
- Dicranum cruegeri Müll. Hal.
- Dicranum cruegerianum Müll. Hal.
- Dicranum cryptodon (Mont.) Mitt.
- Dicranum cuneifolium Hampe ex Müll. Hal.
- Dicranum curtum (Hedw.) D. Mohr
- Dicranum cutlackii D.H. Norris & T.J. Kop.
- Dicranum cygneum Hedw.
- Dicranum cylindricum (Hedw.) Sm.
- Dicranum daymannianum (E.B. Bartram) D.H. Norris & T.J. Kop.
- Dicranum decumbens Thwaites & Mitt.
- Dicranum deflexicaulon Müll. Hal.
- Dicranum delavayi Besch.
- Dicranum densicoma Müll. Hal.
- Dicranum densifolium (Ångström) Müll. Hal.
- Dicranum densum Hook.
- Dicranum deplanchei Duby
- Dicranum dichelymoides Müll. Hal.
- Dicranum dicnemoides Müll. Hal.
- Dicranum dicranellatum Dusén
- Dicranum didymodon Griff.
- Dicranum dilatinerve Cardot & P. de la Varde
- Dicranum diminutum Brid.
- Dicranum diplospiniferum C. Gao & C.W. Aur
- Dicranum dispersum Engelmark
- Dicranum drepanocladium Müll. Hal.
- Dicranum drummondii Müll. Hal.
- Dicranum dubium Thér. & Dixon
- Dicranum ecaudatum Müll. Hal.
- Dicranum edentulum Mitt.
- Dicranum eggersianum Müll. Hal.
- Dicranum eggersii Müll. Hal.
- Dicranum elegans Duby
- Dicranum ellipticum Turner
- Dicranum elongatum Schleich. ex Schwägr.
- Dicranum eucamptodontoides Broth. & Geh.
- Dicranum euchlorum Mont.
- Dicranum exaltatum Müll. Hal.
- Dicranum exasperatum (Nees & Blume) Griff.
- Dicranum fagimontanum Brid.
- Dicranum fallax (Wilson) Hobk.
- Dicranum fasciculatum Schumach.
- Dicranum fastigiatum Schultz
- Dicranum filifolium Hornsch.
- Dicranum filum Bory
- Dicranum flagellare Hedw.
- Dicranum flavescens (Dicks. ex With.) Turner
- Dicranum flavidum Sw.
- Dicranum fragilifolium Lindb.
- Dicranum fragillimum Warnst.
- Dicranum frigidum Müll. Hal.
- Dicranum fulvum Hook.
- Dicranum fuscescens Turner
- Dicranum gardneri Müll. Hal.
- Dicranum gayanum Mont.
- Dicranum geluense (Herzog) D.H. Norris & T.J. Kop.
- Dicranum gemmatum Müll. Hal.
- Dicranum gonoi Cardot
- Dicranum gregoryi B.H. Allen
- Dicranum grevilleanum (Brid.) Bruch & Schimp.
- Dicranum grimmioides Müll. Hal.
- Dicranum griseum (Hornsch.) Müll. Hal.
- Dicranum groenlandicum Brid.
- Dicranum guilleminianum Mont.
- Dicranum gymnostomum Mitt.
- Dicranum hamulosum Mitt.
- Dicranum hariotii Müll. Hal.
- Dicranum hildebrandtii Müll. Hal.
- Dicranum himalayanum Mitt.
- Dicranum hispidulum R.S. Williams
- Dicranum hokinense (Besch.) C. Gao & T. Cao
- Dicranum homalobolax Müll. Hal.
- Dicranum homannii Boeck
- Dicranum homomallum (Hedw.) Hassk.
- Dicranum howellii Renauld & Cardot
- Dicranum incrassatum (Müll. Hal.) Müll. Hal.
- Dicranum integerrimum Broth. & Geh.
- Dicranum itacolumitis Müll. Hal.
- Dicranum japonicum Mitt.
- Dicranum jashii Thér.
- Dicranum johannis-meyeri Müll. Hal.
- Dicranum johnstonii Mitt.
- Dicranum kashmirense Broth.
- Dicranum kerguelense Müll. Hal.
- Dicranum klauteri Reimers
- Dicranum kwangtungense (P.C. Chen) T.J. Kop.
- Dicranum laeve (Taylor) Müll. Hal.
- Dicranum lamellatum (Mont.) Müll. Hal.
- Dicranum lamellinerve Müll. Hal.
- Dicranum leiodontium Cardot
- Dicranum leioneuron Kindb.
- Dicranum leucobryoides Besch. ex Müll. Hal.
- Dicranum liebmannii Müll. Hal.
- Dicranum linzianum C. Gao
- Dicranum longicolle (Michx.) Brid.
- Dicranum longicylindricum C. Gao & T. Cao
- Dicranum longipilum Müll. Hal.
- Dicranum longirostratum (P. Beauv.) Brid.
- Dicranum longirostre Schwägr.
- Dicranum lophoneuron Müll. Hal.
- Dicranum lorifolium Mitt.
- Dicranum mackayi Broth. & Dixon
- Dicranum maedae Sakurai
- Dicranum majus Turner
- Dicranum mamillosum C. Gao & C.W. Aur
- Dicranum martianum Hornsch.
- Dicranum mayrii Broth.
- Dicranum menziesii Hook. f. & Wilson
- Dicranum mittenii Müll. Hal.
- Dicranum montanum Hedw.
- Dicranum muehlenbeckii Bruch & Schimp.
- Dicranum myosuroides DC.
- Dicranum nanum (Müll. Hal.) Müll. Hal.
- Dicranum nelsonii Müll. Hal.
- Dicranum nepalense (Brid.) Müll. Hal.
- Dicranum nigricans Herzog
- Dicranum nipponense Besch.
- Dicranum nitidum (Dozy & Molk.) Dozy & Molk.
- Dicranum nivale (Brid.) Spreng.
- Dicranum novaustrinum Margad.
- Dicranum obliquatum Mitt.
- Dicranum ontariense W.L. Peterson
- Dicranum orientale (F. Weber) D. Mohr
- Dicranum orthophylloides Dixon
- Dicranum orthophyllum Broth.
- Dicranum osmundoides (Hedw.) Turner
- Dicranum otii (Sakurai) Sakurai
- Dicranum pachyneuron (Molendo) Kindb.
- Dicranum pacificum Ignatova & Fedosov
- Dicranum pallescens (Besch.) Müll. Hal.
- Dicranum pallidisetum (J.W. Bailey) Ireland
- Dicranum pallidum (Hedw.) D. Mohr
- Dicranum palmatum (Hedw.) F. Weber & D. Mohr
- Dicranum pancheri Müll. Hal.
- Dicranum papillidens Broth.
- Dicranum paramicola Müll. Hal.
- Dicranum patens (Dicks. ex Hedw.) Sm.
- Dicranum pauperum Hampe
- Dicranum perexile Müll. Hal.
- Dicranum perhorridum (Dusén) Cardot
- Dicranum perichaetiale (P. Beauv.) Brid.
- Dicranum perlongifolium Cardot
- Dicranum perrottetii Mont.
- Dicranum peruvianum H. Rob.
- Dicranum petrophylum G. Negri
- Dicranum pinetorum Griff.
- Dicranum planinervium Taylor
- Dicranum platyloma Besch.
- Dicranum plurisetum (Müll. Hal. ex Dixon) Fife
- Dicranum polycarpum (Hedw.) F. Weber & D. Mohr
- Dicranum polychaetum Mitt.
- Dicranum polypodioides (Hedw.) F. Weber & D. Mohr
- Dicranum polysetum Sw.
- Dicranum psathyrum Klazenga
- Dicranum pseudacutifolium Otnyukova
- Dicranum pseudofalcatum Seppelt
- Dicranum pseudojulaceum (Müll. Hal.) Müll. Hal.
- Dicranum pseudoleucoloma Müll. Hal.
- Dicranum pseudorobustum Müll. Hal. ex Geh.
- Dicranum pterotoneuron Müll. Hal.
- Dicranum pulvinatum (Hedw.) Sw. ex Lag.
- Dicranum punctulatum Hampe
- Dicranum pungentella Müll. Hal.
- Dicranum ramosum C. Gao & C.W. Aur
- Dicranum rectifolium Müll. Hal.
- Dicranum recurvatum Schultz
- Dicranum recurvum Mitt.
- Dicranum reflexisetum Müll. Hal.
- Dicranum reflexum Müll. Hal.
- Dicranum rhabdocarpum Sull.
- Dicranum richardii (Brid.) Müll. Hal.
- Dicranum richardsoni Drumm.
- Dicranum rigidum (Hornsch.) Müll. Hal.
- Dicranum robustum Hook. f. & Wilson
- Dicranum rodriguezii Müll. Hal.
- Dicranum rogeri Brid.
- Dicranum rufescens (With.) Turner
- Dicranum rugifolium (E.B. Bartram) D.H. Norris & T.J. Kop.
- Dicranum rupestre Brid.
- Dicranum rutenbergii Müll. Hal.
- Dicranum sanctum Nees ex Schwägr.
- Dicranum savannarum Müll. Hal.
- Dicranum savatieri (Besch.) Schimp. ex Paris
- Dicranum saxatile Lag., D. García & Clemente
- Dicranum schensianum Müll. Hal.
- Dicranum schistioides Broth. ex Iisiba
- Dicranum schwaneckeanum Hampe
- Dicranum sciuroides (Hedw.) P. Gaertn., B. Mey. & Scherb.
- Dicranum scopareolum Müll. Hal.
- Dicranum scoparium Hedw.
- Dicranum scopellifolium Müll. Hal.
- Dicranum scottianum Turner ex Scott, Robert
- Dicranum seligeri Brid.
- Dicranum semicompletum (Hedw.) D. Mohr
- Dicranum septentrionale Tubanova & Ignatova
- Dicranum serrulatum (Brid.) Hampe
- Dicranum setifolium Cardot
- Dicranum setschwanicum Broth.
- Dicranum smaragdinum (Brid.) Müll. Hal.
- Dicranum sordidum Wilson ex Mitt.
- Dicranum spadiceum J.E. Zetterst.
- Dicranum speirophyllum Mont.
- Dicranum splachnoides Brid.
- Dicranum spurium Hedw.
- Dicranum squarrosulum Müll. Hal.
- Dicranum stellatum Brid.
- Dicranum stenocarpum (Hampe) Müll. Hal.
- Dicranum striatulum Mitt.
- Dicranum strictum (Dicks.) Sm.
- Dicranum strumiferum (Hedw.) F. Weber & D. Mohr
- Dicranum stuhlmannii Broth.
- Dicranum stygium Brid.
- Dicranum subbasilare (Hedw.) D. Mohr
- Dicranum subconfine Besch.
- Dicranum subluteum Mitt.
- Dicranum subporodictyon (Broth.) C. Gao & T. Cao
- Dicranum suecicum (Arnell & C.E.O. Jensen) Adlerz
- Dicranum sullivanii Müll. Hal.
- Dicranum sumichrastii Duby
- Dicranum surinamense (Müll. Hal.) Müll. Hal.
- Dicranum symblepharoides Cardot
- Dicranum syrrhopodontoides Müll. Hal.
- Dicranum tapes Müll. Hal.
- Dicranum tauricum Sapjegin
- Dicranum taxifolium (Hedw.) F. Weber & D. Mohr
- Dicranum tectorum Warnst. & H. Klinggr.
- Dicranum tenerum (Mitt.) Müll. Hal.
- Dicranum tenuifolium (Brid.) P. Beauv.
- Dicranum terebrifolium Müll. Hal.
- Dicranum thelinotum Müll. Hal.
- Dicranum thraustophyllum Müll. Hal.
- Dicranum thwaitesii Mitt.
- Dicranum toninii Müll. Hal.
- Dicranum torfaceum (Bruch & Schimp.) Müll. Hal.
- Dicranum torquatum Mitt.
- Dicranum tortifolium (Hook. f. & Wilson) Mitt.
- Dicranum trachyblepharon Müll. Hal.
- Dicranum transsylvanicum Luth
- Dicranum trichopodum Mitt.
- Dicranum triforme (Mitt.) Hampe
- Dicranum triviale (Müll. Hal. ex E. Britton) Müll. Hal.
- Dicranum truncatum (Müll. Hal.) Müll. Hal.
- Dicranum truncicola Broth.
- Dicranum tubulifolium Ireland
- Dicranum undulatifolium (Dixon) D.H. Norris & T.J. Kop.
- Dicranum undulatum Schrad. ex Brid.
- Dicranum vaginatum Hook.
- Dicranum viride (Sull. & Lesq.) Lindb.
- Dicranum viridissimum (Dicks.) Turner
- Dicranum wallisii Müll. Hal.
- Dicranum weymouthii Müll. Hal.
- Dicranum widgrenii Müll. Hal.
- Dicranum yezomontanum Nog.
- Dicranum zygodonticarpum Müll. Hal.

Selon Tropicos (17 octobre 2018) (Attention liste brute contenant possiblement des synonymes) :
- Dicranum acanthoneuron Müll. Hal.
- Dicranum aciculare Hedw.
- Dicranum aciphyllum Hook. f. & Wilson
- Dicranum acrocaulon Müll. Hal.
- Dicranum acuminatum (Mitt.) Müll. Hal.
- Dicranum acutifolium (Lindb. & Arnell) C.E.O. Jensen
- Dicranum adianthoides (Hedw.) F. Weber & D. Mohr
- Dicranum aduncum Hampe
- Dicranum affine Funck
- Dicranum africanum (Hedw.) F. Weber & D. Mohr
- Dicranum alatum (Barnes) Cardot & Thér.
- Dicranum albescens Müll. Hal.
- Dicranum albicans Schwägr.
- Dicranum albidum Brid. ex P. Beauv.
- Dicranum albulum Sull.
- Dicranum algidum Kindb.
- Dicranum alopecurus Müll. Hal.
- Dicranum alpestre Wahlenb.
- Dicranum alpicola Müll. Hal.
- Dicranum alpinum (P. Beauv.) Brid.
- Dicranum altissimum Müll. Hal.
- Dicranum altofilifolium Müll. Hal.
- Dicranum altovirescens Müll. Hal.
- Dicranum amabile Müll. Hal.
- Dicranum ambiguum Hedw.
- Dicranum amoenevirens (Mitt.) Müll. Hal.
- Dicranum amplirete Müll. Hal.
- Dicranum anderssonii Müll. Hal.
- Dicranum andrieuxii Besch.
- Dicranum angustifolium Hook. & Wilson
- Dicranum angustinerve Mitt.
- Dicranum angustirete Austin
- Dicranum angustum Lindb.
- Dicranum antarcticum (Müll. Hal.) Mitt.
- Dicranum antipodum Hampe
- Dicranum aquaticum Ehrh. ex P. Beauv.
- Dicranum araucarieti Müll. Hal.
- Dicranum arcticum Schimp.
- Dicranum arctoaeoides Müll. Hal.
- Dicranum arctocarpum Hornsch.
- Dicranum arcuatipes Müll. Hal.
- Dicranum arcuatum Brid.
- Dicranum arenaceum Limpr.
- Dicranum arenicola Müll. Hal.
- Dicranum areodictyon Müll. Hal.
- Dicranum arfakianum Müll. Hal. ex Geh.
- Dicranum argutum Hampe
- Dicranum argyrocaulon Müll. Hal.
- Dicranum armitii Müll. Hal.
- Dicranum asperrimum Müll. Hal.
- Dicranum asperulum Mitt.
- Dicranum asplenioides (Hedw.) F. Weber & D. Mohr
- Dicranum assamicum Dixon
- Dicranum assimile Hampe
- Dicranum atratum Geh.
- Dicranum atroluteum Müll. Hal.
- Dicranum atrovirens (De Not.) Müll. Hal.
- Dicranum atroviride Cardot
- Dicranum attenuatum Mitt.
- Dicranum aubertii Bél.
- Dicranum aucklandicum Dixon
- Dicranum aulacocarpum Mont.
- Dicranum aureonitens Müll. Hal.
- Dicranum aureoviride Müll. Hal.
- Dicranum auribrunneum Müll. Hal.
- Dicranum aurificum Müll. Hal.
- Dicranum australe Besch.
- Dicranum austrinum Mitt.
- Dicranum austroalpinum Müll. Hal.
- Dicranum austrocongestum Müll. Hal.
- Dicranum austrogeorgicum Müll. Hal.
- Dicranum austroscoparium (Müll. Hal. ex Broth.) Müll. Hal.
- Dicranum baileyanum Müll. Hal.
- Dicranum bardunovii Tubanova & Ignatova
- Dicranum bartramiaceum Müll. Hal.
- Dicranum bartramianum B.H. Allen
- Dicranum bartramioides Broth.
- Dicranum basalticola Müll. Hal.
- Dicranum bauerae Müll. Hal.
- Dicranum bentzelii A. Kern.
- Dicranum bergeri Blandow
- Dicranum berteroanum Brid.
- Dicranum beyrichianum (Duby) Hampe
- Dicranum bicolor Hornsch. ex Müll. Hal.
- Dicranum billarderii Brid.
- Dicranum bipartitum (Dicks.) G. Roth ex Brid.
- Dicranum biplicatum Hampe
- Dicranum blindioides Besch.
- Dicranum blumei Nees
- Dicranum blyttii Bruch & Schimp.
- Dicranum blyttioides Broth. ex Ihsiba
- Dicranum boivinianum (Besch.) Müll. Hal.
- Dicranum bolivianum Müll. Hal.
- Dicranum bonjeanii De Not.
- Dicranum borbonicum Renauld & Cardot
- Dicranum boryanum Schwägr.
- Dicranum boswellii Müll. Hal.
- Dicranum brachycaulon Kindb.
- Dicranum brachymitrium Geh. & Hampe
- Dicranum brachypelma Müll. Hal.
- Dicranum brachyphyllulum Müll. Hal.
- Dicranum brachyphyllum Hornsch. ex Spreng.
- Dicranum brachysteleum Müll. Hal.
- Dicranum brachythysanos Müll. Hal.
- Dicranum brasiliense Müll. Hal.
- Dicranum braunii Müll. Hal.
- Dicranum braunsiae Müll. Hal.
- Dicranum breviflagellare Müll. Hal.
- Dicranum brevifolium (Lindb.) Lindb.
- Dicranum brevipilum (Bruch & Schimp.) Müll. Hal.
- Dicranum brevisetum Brid.
- Dicranum brownii Paris
- Dicranum brunneum Müll. Hal.
- Dicranum bruntonii Sm.
- Dicranum bryoides (Hedw.) Sw.
- Dicranum bullatum Sommerf.
- Dicranum burchardtii Paris
- Dicranum cacti Müll. Hal.
- Dicranum cacuminis Müll. Hal.
- Dicranum caesium Mitt.
- Dicranum caespitans Schimp.
- Dicranum caespitosum Mitt.
- Dicranum caespitulans Müll. Hal.
- Dicranum caldense Müll. Hal.
- Dicranum callistomum (Dicks.) Turner
- Dicranum calycinum (Hedw.) F. Weber & D. Mohr
- Dicranum calymperaceum Müll. Hal.
- Dicranum calymperidictyon Geh. & Hampe
- Dicranum calymperidioides Müll. Hal.
- Dicranum calymperoideum Müll. Hal.
- Dicranum cambouei (Renauld & Cardot) Müll. Hal.
- Dicranum campiadelphus Müll. Hal.
- Dicranum camptophyllum Kindb.
- Dicranum campylophyllum Taylor
- Dicranum canadense Kindb.
- Dicranum canaliculatum Geh. & Hampe
- Dicranum canariense Hampe ex Müll. Hal.
- Dicranum candidum Brid. ex P. Beauv.
- Dicranum canescens Müll. Hal.
- Dicranum capillaceum Brid.
- Dicranum capillare (Dusén) Cardot
- Dicranum capillatum (Hook. f. & Wilson) Beckett
- Dicranum capillifolium Cardot
- Dicranum capitiflorum P. Beauv.
- Dicranum capnodes Stirt.
- Dicranum cardotii R. Br. bis
- Dicranum carneum Blandow
- Dicranum catarractilis Müll. Hal.
- Dicranum caudatum Müll. Hal.
- Dicranum celsii Hedw.
- Dicranum cerviculatum Hedw.
- Dicranum cheoi E.B. Bartram
- Dicranum chilense De Not.
- Dicranum chionophilum Müll. Hal.
- Dicranum chlorocladum Müll. Hal.
- Dicranum chlorophyllosum Müll. Hal.
- Dicranum chloropus Brid.
- Dicranum chlorotrichum Müll. Hal.
- Dicranum chrismarii Müll. Hal.
- Dicranum chrysobasilare Müll. Hal.
- Dicranum chrysodictyon Hampe
- Dicranum circinatum Brid.
- Dicranum cirratum (Hedw.) Timm ex G. Gaertn., B. Mey. & Scherb.
- Dicranum cirrhifolium Schimp. ex Dusén
- Dicranum clathratum Hook. f. & Wilson
- Dicranum clavatum R. Br.
- Dicranum clericii Brizi
- Dicranum clintonense R. Br. bis
- Dicranum cockaynei R. Br. bis
- Dicranum collinum R. Br. bis
- Dicranum columbiae (Kindb.) Renauld & Cardot
- Dicranum comosum Schwägr.
- Dicranum comptum Schimp.
- Dicranum conanenum C. Gao
- Dicranum concolor Hook.
- Dicranum condensatum Hedw.
- Dicranum confine Müll. Hal. & Hampe
- Dicranum congestum Brid.
- Dicranum conglomeratum (Brid.) Wallr.
- Dicranum consobrinum Renauld & Cardot
- Dicranum contortifolium E.B. Bartram
- Dicranum contortum Wahlenb.
- Dicranum controversum Hampe
- Dicranum convolutum Hampe
- Dicranum corniculatum (Wahlenb.) Spreng.
- Dicranum costaricense E.B. Bartram
- Dicranum craigieburnense R. Br. bis
- Dicranum crassifolium Sérgio, Ochyra & Séneca
- Dicranum crispatulum (Röll) Kindb.
- Dicranum crispatum Broth. ex Müll. Hal.
- Dicranum crispicoma Müll. Hal.
- Dicranum crispifolium Müll. Hal.
- Dicranum crispofalcatum Schimp. ex Besch.
- Dicranum crispulum (Hedw.) Mitt.
- Dicranum crispum Hedw.
- Dicranum cruegeri Müll. Hal.
- Dicranum cruegerianum Müll. Hal.
- Dicranum cryptocarpum Müll. Hal.
- Dicranum cryptodon (Mont.) Mitt.
- Dicranum cuneifolium Hampe ex Müll. Hal. & Geh.
- Dicranum curtum (Hedw.) D. Mohr
- Dicranum curvatum Hedw.
- Dicranum curvifolium Schleich. ex Lam. & DC.
- Dicranum curvipes Sakurai
- Dicranum cuspidatum Hornsch.
- Dicranum cutlackii D.H. Norris & T.J. Kop.
- Dicranum cygneum Hedw.
- Dicranum cylindricum (Hedw.) Sm.
- Dicranum cylindrothecium Mitt.
- Dicranum daymannianum (E.B. Bartram) D.H. Norris & T.J. Kop.
- Dicranum debile Hook. & Wilson
- Dicranum decipiens Mitt.
- Dicranum decumbens Thwaites & Mitt.
- Dicranum deflexicaulon Müll. Hal.
- Dicranum delagoae Müll. Hal.
- Dicranum delavayi Besch.
- Dicranum demetrii Renauld & Cardot
- Dicranum densicoma Müll. Hal.
- Dicranum densifolium (Ångstr.) Müll. Hal.
- Dicranum densum Hook.
- Dicranum denudatum Brid.
- Dicranum deplanchei Duby
- Dicranum destructile Müll. Hal.
- Dicranum detonsum Hampe
- Dicranum diaphanoneurum Hampe & Müll. Hal.
- Dicranum dicarpum Nees
- Dicranum dichelymoides Müll. Hal.
- Dicranum dichotomum P. Beauv.
- Dicranum dichroste Müll. Hal.
- Dicranum dicnemoides Müll. Hal.
- Dicranum dicranellatum Dusén
- Dicranum didictyon Mitt.
- Dicranum didrichsenii Müll. Hal.
- Dicranum didymodon Griff.
- Dicranum dietrichiae Müll. Hal.
- Dicranum dilatinerve Cardot & P. de la Varde
- Dicranum dillenii Taylor
- Dicranum diminutum Brid.
- Dicranum diplospiniferum C. Gao & Aur
- Dicranum dipteroneuron Müll. Hal.
- Dicranum discriminatum Hampe
- Dicranum dispersum Engelmark
- Dicranum distractum Müll. Hal.
- Dicranum divaricatum Mitt.
- Dicranum dives Müll. Hal. ex Bosch & Sande Lac.
- Dicranum divisum Geh. & Hampe
- Dicranum donnellii Austin
- Dicranum dozyanum Müll. Hal.
- Dicranum drepanocladium Müll. Hal.
- Dicranum drummondii Müll. Hal.
- Dicranum dubium Thér. & Dixon
- Dicranum durum Lag., D. García & Clemente
- Dicranum ecaudatum Müll. Hal.
- Dicranum ecklonii Lorentz
- Dicranum edentulum Mitt.
- Dicranum eggersianum Müll. Hal.
- Dicranum eggersii Müll. Hal.
- Dicranum ekloni Lorentz
- Dicranum elatum Lindb.
- Dicranum elegans Duby
- Dicranum ellipticum Turner
- Dicranum elongatum Schleich. ex Schwägr.
- Dicranum enerve Thed.
- Dicranum erectotheca R. Br. bis
- Dicranum ericetorum Mitt.
- Dicranum ericoides Griff.
- Dicranum erythrodontium Hampe
- Dicranum erythrognaphalon Müll. Hal.
- Dicranum erythropum Lam. & DC.
- Dicranum eucamptodontoides Broth. & Geh.
- Dicranum euchlorum Mont.
- Dicranum eunanum Müll. Hal.
- Dicranum eurydictyon Besch.
- Dicranum euschistodon Cardot
- Dicranum exalare Hampe
- Dicranum exaltatum Müll. Hal.
- Dicranum exasperatum (Nees & Blume) Griff.
- Dicranum exile (Hedw.) Muhl.
- Dicranum expallidum Stirt.
- Dicranum fagimontanum Brid.
- Dicranum falcatum Hedw.
- Dicranum falcifolium (Schwägr.) Hook.
- Dicranum falklandicum Cardot
- Dicranum fallax (Wilson) Hobk.
- Dicranum fasciatum Hedw.
- Dicranum fasciculatum Schumach.
- Dicranum fastigiatum Schultz
- Dicranum fauriei Broth. & Paris
- Dicranum fendleri Müll. Hal.
- Dicranum fergussonii Stirt.
- Dicranum ferrugineum Mitt. ex Wilson
- Dicranum filicaudatum Müll. Hal.
- Dicranum filicaule Hampe
- Dicranum filifolium Hornsch.
- Dicranum filiforme P. Beauv.
- Dicranum filum Bory
- Dicranum flaccidissimum Müll. Hal.
- Dicranum flaccidum Müll. Hal.
- Dicranum flagellaceum Müll. Hal.
- Dicranum flagellare Hedw.
- Dicranum flagelliferum Müll. Hal.
- Dicranum flavescens (Dicks.) Turner
- Dicranum flavidum Sw.
- Dicranum flavissimum Müll. Hal.
- Dicranum flexicaule Brid.
- Dicranum flexifolium (Dicks.) P. Beauv.
- Dicranum flexuosum Hedw.
- Dicranum formosicum Broth.
- Dicranum fragile Brid.
- Dicranum fragilifolium Lindb.
- Dicranum fragiliforme Cardot
- Dicranum fragillimum Warnst.
- Dicranum friabile Hampe
- Dicranum frigidum Müll. Hal.
- Dicranum fuegianum (Dusén) Cardot
- Dicranum fulvastrum Besch.
- Dicranum fulvellum (Dicks.) Sm.
- Dicranum fulvum Hook.
- Dicranum fuscescens Turner
- Dicranum fuscocroceum Hampe
- Dicranum gardneri Müll. Hal.
- Dicranum gastroalare Müll. Hal.
- Dicranum gayanum Mont.
- Dicranum geluense (Herzog) D.H. Norris & T.J. Kop.
- Dicranum gemmatum Müll. Hal.
- Dicranum geniculatum Müll. Hal.
- Dicranum germainii Müll. Hal.
- Dicranum gibbosum Brid.
- Dicranum giganteum Brid.
- Dicranum glaciale Berggr.
- Dicranum glaucoviride Müll. Hal.
- Dicranum glaucum Hedw.
- Dicranum glaziovii Hampe
- Dicranum gonoi Cardot
- Dicranum goudotii Hampe
- Dicranum goughii Mitt.
- Dicranum gracile Mitt.
- Dicranum gracilescens F. Weber & D. Mohr
- Dicranum graeffeanum Müll. Hal.
- Dicranum grateloupii Müll. Hal.
- Dicranum gregoryi B.H. Allen
- Dicranum grevilleanum (Brid.) Bruch & Schimp.
- Dicranum grimmioides Müll. Hal.
- Dicranum griseolum Müll. Hal.
- Dicranum griseum (Hornsch.) Müll. Hal.
- Dicranum groenlandicum Brid.
- Dicranum guadalupense Brid.
- Dicranum guilleminianum Mont.
- Dicranum gulliverii R. Br. bis
- Dicranum gymnostomoides Broth.
- Dicranum gymnostomum Mitt.
- Dicranum hakkodense Cardot
- Dicranum hamulosum Mitt.
- Dicranum handelii Broth.
- Dicranum hariotii Müll. Hal.
- Dicranum harrisii Müll. Hal.
- Dicranum hartelii Głow.
- Dicranum hartmanii (Schimp. ex Hartm. & R.W. Hartm.) Lorentz
- Dicranum hawaiicoflexuosum Müll. Hal.
- Dicranum hawaiicum Müll. Hal.
- Dicranum helenicum Müll. Hal.
- Dicranum hellerianum Hampe
- Dicranum hemitrichium Müll. Hal.
- Dicranum heteromalloides P. Beauv.
- Dicranum heteromallum Hedw.
- Dicranum heterostachys Hampe
- Dicranum hilarianum Mont.
- Dicranum hildebrandtii Müll. Hal.
- Dicranum himalayanum Mitt.
- Dicranum hispidulum R.S. Williams
- Dicranum hoehnelii Müll. Hal.
- Dicranum hoffmannii Müll. Hal.
- Dicranum hokinense (Besch.) C. Gao & T. Cao
- Dicranum holomitrium Müll. Hal.
- Dicranum homalobolax Müll. Hal.
- Dicranum homannii Boeck
- Dicranum homomallum (Hedw.) Hassk.
- Dicranum hostianum Schwägr.
- Dicranum howellii Renauld & Cardot
- Dicranum humifugum Müll. Hal.
- Dicranum humile (Mont.) Müll. Hal.
- Dicranum humoricola Müll. Hal.
- Dicranum hyalinum Kindb.
- Dicranum hyperboreum (Gunnerus ex Dicks.) Sm.
- Dicranum hypselum Stirt.
- Dicranum ignatovii Tubanova & Fedosov
- Dicranum ikegamii Sakurai
- Dicranum imponens Mont.
- Dicranum inandae Rehmann ex Müll. Hal.
- Dicranum incanum Mitt.
- Dicranum inchangae Rehmann ex Müll. Hal.
- Dicranum incrassatum (Kunze ex Müll. Hal.) Müll. Hal.
- Dicranum incurvum (Huds. ex Brid.) P. Beauv.
- Dicranum inerme Mitt.
- Dicranum innovans Müll. Hal.
- Dicranum insigne Müll. Hal.
- Dicranum integerrimum Broth. & Geh.
- Dicranum interludens Stirt.
- Dicranum intermedium Hedw.
- Dicranum interruptum Hedw.
- Dicranum introflexum Hedw.
- Dicranum involutifolium Sull.
- Dicranum involutum Müll. Hal.
- Dicranum itacolumitis Müll. Hal.
- Dicranum jamesonii Hook.
- Dicranum japonicum Mitt.
- Dicranum jashii Thér.
- Dicranum johannis-meyeri Müll. Hal.
- Dicranum johnstonii Mitt.
- Dicranum joinvilleanum Hampe
- Dicranum julaceum Hook. & Wilson
- Dicranum juniperifolium Sendtn.
- Dicranum juniperoideum Brid.
- Dicranum kashmirense Broth.
- Dicranum kerguelense Müll. Hal.
- Dicranum khasianum Griffiths
- Dicranum kindbergii Paris
- Dicranum klauteri Reimers
- Dicranum kowaiense R. Br. bis
- Dicranum krauseanum Hampe & Lorentz
- Dicranum kroneanum Müll. Hal.
- Dicranum kunertii Müll. Hal.
- Dicranum kwangtungense (P.C. Chen) T.J. Kop.
- Dicranum labradoricum Müll. Hal.
- Dicranum laetevirens Müll. Hal.
- Dicranum laetum Mitt.
- Dicranum laeve (Taylor) Müll. Hal.
- Dicranum laevidens R.S. Williams
- Dicranum laevifolium Broth. & Geh.
- Dicranum laevigatum Müll. Hal.
- Dicranum lamellatum (Mont.) Müll. Hal.
- Dicranum lamellicosta Müll. Hal.
- Dicranum lamellinerve Müll. Hal.
- Dicranum lamprodictyon Hampe
- Dicranum lancifolium R. Br. bis
- Dicranum lanigerum Müll. Hal.
- Dicranum lapidicola Müll. Hal.
- Dicranum laticostatum Cardot
- Dicranum latifolium Hedw.
- Dicranum latinerve Mitt.
- Dicranum laxifolium Brid.
- Dicranum laxobasis Müll. Hal.
- Dicranum laxum Brid.
- Dicranum leichhardtii Hampe
- Dicranum leiodontium Cardot
- Dicranum leioneuron Kindb.
- Dicranum leiophyllum Stirt.
- Dicranum lepidophyllum Müll. Hal.
- Dicranum leptocaulon Besch.
- Dicranum leptocephalum Müll. Hal.
- Dicranum leptotrichaceum Müll. Hal.
- Dicranum leucobasis Müll. Hal. & Kindb.
- Dicranum leucobryoides Besch. ex Müll. Hal.
- Dicranum leucochlorum Müll. Hal.
- Dicranum leucogaster Müll. Hal.
- Dicranum leucognodes Müll. Hal.
- Dicranum leucolomoides Müll. Hal.
- Dicranum leucolomopsis Müll. Hal.
- Dicranum leucophyllum Hampe ex Sande Lac.
- Dicranum leucopterum Müll. Hal.
- Dicranum liebmannii Müll. Hal.
- Dicranum limprichtii M. Fleisch.
- Dicranum lineare (Dicks.) P. Beauv.
- Dicranum linzianum C. Gao
- Dicranum longescens Müll. Hal.
- Dicranum longicapillare Müll. Hal.
- Dicranum longicolle (Michx.) Brid.
- Dicranum longicylindricum C. Gao & T. Cao
- Dicranum longifolium Ehrh. ex Hedw.
- Dicranum longipilum Müll. Hal.
- Dicranum longirostratum (P. Beauv.) Brid.
- Dicranum longirostre Schwägr.
- Dicranum longisetum Hook.
- Dicranum lophoneuron Müll. Hal.
- Dicranum lorifolium Mitt.
- Dicranum lutescens Müll. Hal.
- Dicranum lycopodioides (Sw. ex Brid.) Sw.
- Dicranum mackayi Broth. & Dixon
- Dicranum macounii Austin
- Dicranum macrodon Hook.
- Dicranum macrogaster Müll. Hal.
- Dicranum macrophyllum Kunze ex Müll. Hal.
- Dicranum macropus Kunze ex Müll. Hal.
- Dicranum maedae Sakurai
- Dicranum magellanicum Cardot
- Dicranum magnirete Müll. Hal.
- Dicranum majus Turner
- Dicranum mamillosum C. Gao & Aur
- Dicranum mariae Holz. ex Renauld & Cardot
- Dicranum martianum Hornsch.
- Dicranum mayrii Broth.
- Dicranum mediellum Stirt.
- Dicranum menziesii Taylor
- Dicranum mexicanum Schimp.
- Dicranum microcarpon Hook.
- Dicranum microcephalum Müll. Hal.
- Dicranum microdus Lorentz
- Dicranum microjulaceum Müll. Hal.
- Dicranum miquelonense Renauld & Cardot
- Dicranum mittenii Müll. Hal.
- Dicranum mixtum De Not.
- Dicranum moerkianum Hornsch.
- Dicranum molle Müll. Hal.
- Dicranum montanum Hedw.
- Dicranum morenoi Müll. Hal.
- Dicranum muehlenbeckii Bruch & Schimp.
- Dicranum muehlenbeckii × scoparium Eggler
- Dicranum muelleri Lorentz ex Geh. & Hampe
- Dicranum multicapsulare Müll. Hal.
- Dicranum multisulcatum Duby
- Dicranum myosuroides DC.
- Dicranum naganoi Sakurai
- Dicranum nanofilifolium Müll. Hal.
- Dicranum nanotenax Müll. Hal.
- Dicranum nanum (Müll. Hal.) Müll. Hal.
- Dicranum naumannii Müll. Hal.
- Dicranum neglectum Jur. ex De Not.
- Dicranum nelsonii Müll. Hal.
- Dicranum nematosum Broth. & Geh.
- Dicranum nepalense (Brid.) Müll. Hal.
- Dicranum nietneri Müll. Hal.
- Dicranum nigrescens Mitt.
- Dicranum nigricans Herzog
- Dicranum nigricaule Ångstr.
- Dicranum nigroflavum Müll. Hal.
- Dicranum nilghiriense Mitt.
- Dicranum nipponense Besch.
- Dicranum nitidulum Müll. Hal.
- Dicranum nitidum (Dozy & Molk.) Dozy & Molk.
- Dicranum nivale (Brid.) Spreng.
- Dicranum nodiflorum Müll. Hal.
- Dicranum nordenskioldii Cardot
- Dicranum notabile Stirt.
- Dicranum novae-hollandiae (Brid.) Turton
- Dicranum novaustrinum Margad.
- Dicranum novoguinense Broth. & Geh.
- Dicranum nudum Hampe
- Dicranum obesifolium R. Br. bis
- Dicranum obliquatum Mitt.
- Dicranum oceanicum Müll. Hal.
- Dicranum oedithecium Müll. Hal.
- Dicranum oerstedianum Müll. Hal.
- Dicranum oleodictyon Dixon
- Dicranum olivaceonigricans Müll. Hal.
- Dicranum ontariense W.L. Peterson
- Dicranum orientale (F. Weber) D. Mohr
- Dicranum orthocarpum Hedw.
- Dicranum orthocomum Besch. ex Müll. Hal.
- Dicranum orthopelma Müll. Hal.
- Dicranum orthophylloides Dixon
- Dicranum orthophyllum Broth.
- Dicranum orthopodium Müll. Hal.
- Dicranum orthopyxis Müll. Hal.
- Dicranum orthothecium Dixon & Sakurai
- Dicranum osadae Sakurai
- Dicranum osmundoides (Hedw.) Turner
- Dicranum otii (Sakurai) Sakurai
- Dicranum ovale Hedw.
- Dicranum pachyneuron (Molendo) Kindb.
- Dicranum pacificum Ignatova & Fedosov
- Dicranum pallescens (Besch.) Müll. Hal.
- Dicranum pallidisetum (J.W. Bailey) Ireland
- Dicranum pallidum (Hedw.) D. Mohr
- Dicranum palmatum (Hedw.) F. Weber & D. Mohr
- Dicranum palmiforme Ramond
- Dicranum palustre Brid. ex Schumach.
- Dicranum pancheri Müll. Hal.
- Dicranum papillidens Broth.
- Dicranum papillosum R. Br. bis
- Dicranum paramicola Müll. Hal.
- Dicranum parvicaespitosum Müll. Hal.
- Dicranum parvulum Hornsch.
- Dicranum patens (Dicks. ex Hedw.) Sm.
- Dicranum pauperum Hampe
- Dicranum pellucidum Hedw.
- Dicranum penicillatum Hornsch.
- Dicranum perexile Müll. Hal.
- Dicranum perfalcatum Müll. Hal.
- Dicranum perhorridum (Dusén) Cardot
- Dicranum perichaetiale (P. Beauv.) Brid.
- Dicranum perincanum Müll. Hal.
- Dicranum perindutum Cardot
- Dicranum perlongifolium Cardot
- Dicranum perreduncum Müll. Hal.
- Dicranum perremotifolium (Dusén) Cardot
- Dicranum perrottetii Mont.
- Dicranum perstrictum Dixon & Sakurai
- Dicranum pertriste Müll. Hal.
- Dicranum peruncinatum (Dusén) Cardot
- Dicranum peruvianum H. Rob.
- Dicranum petrophylum G. Negri
- Dicranum phascoides Hook.
- Dicranum phascoidum P. Beauv.
- Dicranum pilosum P. Beauv.
- Dicranum pinetorum Griff.
- Dicranum pittieri Renauld & Cardot
- Dicranum planinervium Taylor
- Dicranum planoalare Müll. Hal. & Kindb.
- Dicranum platyloma Besch.
- Dicranum platyneuron Hampe
- Dicranum pleurocarpum Müll. Hal.
- Dicranum plicatum Sande Lac.
- Dicranum plurisetum (Müll. Hal. ex Dixon) Fife
- Dicranum pogonatoides Sakurai
- Dicranum polycarpon (Hedw.) F. Weber & D. Mohr
- Dicranum polychaetum Mitt.
- Dicranum polyphyllum Sw.
- Dicranum polypodioides (Hedw.) F. Weber & D. Mohr
- Dicranum polysetum Sw.
- Dicranum porphyreocaule Müll. Hal.
- Dicranum porphyreodictyon Müll. Hal.
- Dicranum portoricense Müll. Hal.
- Dicranum praealtum Müll. Hal.
- Dicranum praemorsum Müll. Hal.
- Dicranum procerum Müll. Hal.
- Dicranum proliferum Müll. Hal.
- Dicranum propinquum Hampe
- Dicranum psathyrum Klazenga
- Dicranum pseudacutifolium Otnyukova
- Dicranum pseudobergeri Dixon & Sakurai
- Dicranum pseudobrachymitrium Müll. Hal.
- Dicranum pseudofalcatum Seppelt
- Dicranum pseudofilifolium Müll. Hal.
- Dicranum pseudojulaceum (Müll. Hal.) Müll. Hal.
- Dicranum pseudoleucoloma Müll. Hal.
- Dicranum pseudonanum Müll. Hal.
- Dicranum pseudorobustum Müll. Hal. ex Geh.
- Dicranum pterotoneuron Müll. Hal.
- Dicranum pudicum Hornsch. ex Müll. Hal.
- Dicranum pulchellum Blandow
- Dicranum pulvinatum (Hedw.) Sw. ex Lag.
- Dicranum pumilum Saut.
- Dicranum punctulatum Hampe
- Dicranum pungens Hook. f. & Wilson
- Dicranum pungentella Müll. Hal.
- Dicranum purpurascens Hedw.
- Dicranum purpureoaureum Müll. Hal.
- Dicranum purpureoflavescens Müll. Hal.
- Dicranum purpureum Hedw.
- Dicranum pusillum Hedw.
- Dicranum pygmaeum R. Br. bis
- Dicranum pyriforme Schultz
- Dicranum racovitzae Cardot
- Dicranum ramosum C. Gao & Aur
- Dicranum ramulosum Mitt.
- Dicranum raui Austin
- Dicranum rectifolium Müll. Hal.
- Dicranum rectisetum Hampe
- Dicranum recurvatum Schultz
- Dicranum recurvicaule Sakurai
- Dicranum recurvipilum Müll. Hal.
- Dicranum recurvum Mitt.
- Dicranum reduncum Reinw. & Hornsch.
- Dicranum reflexifolium Müll. Hal.
- Dicranum reflexisetum Müll. Hal.
- Dicranum reflexum Müll. Hal.
- Dicranum rehmannii Müll. Hal.
- Dicranum reinwardtii Dozy & Molk.
- Dicranum retinerve Müll. Hal.
- Dicranum rhabdocarpum Sull.
- Dicranum richardii (Brid.) Müll. Hal.
- Dicranum richardsoni Drumm.
- Dicranum rigens Besch.
- Dicranum rigidifolium Sakurai
- Dicranum rigidiusculum Hampe
- Dicranum rigidulum Sw. ex Hedw.
- Dicranum rigidum (Hornsch.) Müll. Hal.
- Dicranum robustum Hook. f. & Wilson
- Dicranum rodriguezii Müll. Hal.
- Dicranum roellii (Barnes) Kindb.
- Dicranum rogeri Brid.
- Dicranum rostratum R. Br. bis
- Dicranum rosulatum Hampe
- Dicranum rufescens (Dicks.) Turner
- Dicranum rufifolium Besch.
- Dicranum rugifolium (E.B. Bartram) D.H. Norris & T.J. Kop.
- Dicranum rugosum (Hoffm. ex Funck) Brid.
- Dicranum rupestre Brid.
- Dicranum rutenbergii Müll. Hal.
- Dicranum sabuletorum Renauld & Cardot
- Dicranum saddleanum Besch. ex Müll. Hal.
- Dicranum sakuraii Reimers
- Dicranum sanctum Nees ex Schwägr.
- Dicranum sandwicense Sull.
- Dicranum satsumense Sakurai
- Dicranum sauteri Bruch & Schimp.
- Dicranum savannarum Müll. Hal.
- Dicranum savatieri (Besch.) Schimp. ex Paris
- Dicranum saxatile Lag., D. García & Clemente
- Dicranum saxicola F. Weber & D. Mohr
- Dicranum scaberrimum Dusén
- Dicranum scabrophyllum Müll. Hal.
- Dicranum schensianum Müll. Hal.
- Dicranum schisti Lindb.
- Dicranum schistioides Broth. ex Ihsiba
- Dicranum schleicheri Müll. Hal.
- Dicranum schljakovii Ignatova & Tubanova
- Dicranum schmidii Müll. Hal.
- Dicranum schreberianum Hedw.
- Dicranum schwaneckeanum Hampe
- Dicranum sciuroides (Hedw.) G. Gaertn., B. Mey. & Scherb.
- Dicranum sclerocarpum Hook. & Wilson
- Dicranum scopareolum Müll. Hal.
- Dicranum scopariiforme Kindb.
- Dicranum scoparioides Schimp.
- Dicranum scoparium Hedw.
- Dicranum scopellifolium Müll. Hal.
- Dicranum scopelliforme Müll. Hal.
- Dicranum scopelloides Paris
- Dicranum scottianum Turner ex R. Scott
- Dicranum seligeri Brid.
- Dicranum sellowii Hornsch.
- Dicranum semicompletum (Hedw.) D. Mohr
- Dicranum semperi Hampe
- Dicranum sendtneri Limpr.
- Dicranum senex Müll. Hal.
- Dicranum septentrionale Tubanova & Ignatova
- Dicranum sericifolium Dixon
- Dicranum serratum Kindb.
- Dicranum serridorsum Müll. Hal.
- Dicranum serrulatum (Brid.) Hampe
- Dicranum setaceorigidum Hampe
- Dicranum setifolium Cardot
- Dicranum setosum Hook. f. & Wilson
- Dicranum setschwanicum Broth.
- Dicranum sieberianum Hornsch. ex Spreng.
- Dicranum simplex Göpp. & Menge
- Dicranum sinense Müll. Hal.
- Dicranum sinuosum Brid.
- Dicranum skottsbergii Cardot
- Dicranum smaragdinum (Brid.) Müll. Hal.
- Dicranum sordidum Wilson ex Mitt.
- Dicranum spadiceum J.E. Zetterst.
- Dicranum speciosum Hook. & Wilson
- Dicranum spectabile Schimp. ex E. Britton
- Dicranum spegazzinii Müll. Hal.
- Dicranum speightii R. Br. bis
- Dicranum speirophyllum Mont.
- Dicranum spiripes Müll. Hal.
- Dicranum splachnoides Brid.
- Dicranum sprengelianum Müll. Hal.
- Dicranum spurioconcolor Müll. Hal.
- Dicranum spurium Hedw.
- Dicranum squarrosulum Müll. Hal.
- Dicranum squarrosum Schrad.
- Dicranum starkei F. Weber & D. Mohr
- Dicranum stellatum Brid.
- Dicranum stenocarpum (Hampe) Müll. Hal.
- Dicranum stenodictyon Kindb.
- Dicranum stenopelma Müll. Hal.
- Dicranum stramineum Mitt.
- Dicranum striatulum Mitt.
- Dicranum striatum P. Beauv.
- Dicranum stricticaule Müll. Hal.
- Dicranum strictipilum Müll. Hal.
- Dicranum strictisetum Müll. Hal.
- Dicranum strictulum Müll. Hal.
- Dicranum strictum (Dicks.) Sm.
- Dicranum strigulosum Müll. Hal.
- Dicranum strumiferum (Hedw.) F. Weber & D. Mohr
- Dicranum stuhlmannii Broth.
- Dicranum stygium Brid.
- Dicranum subalbescens (Limpr.) Limpr.
- Dicranum subarctocarpum Hampe
- Dicranum subbasilare (Hedw.) D. Mohr
- Dicranum subconcolor Hampe
- Dicranum subconfine Besch.
- Dicranum subcuspidatum Hampe
- Dicranum suberectum Hampe
- Dicranum subexasperatum Müll. Hal.
- Dicranum subfalcatum Hornsch.
- Dicranum subflagellare Cardot & Thér.
- Dicranum subfulvum Renauld & Cardot
- Dicranum subgriseum Hampe
- Dicranum subimmarginatum Müll. Hal.
- Dicranum subimponens Cardot
- Dicranum subincrassatum Hampe
- Dicranum subleiodontium Cardot
- Dicranum subleucogaster Müll. Hal.
- Dicranum sublongisetum Müll. Hal.
- Dicranum subluteum Mitt.
- Dicranum subnanum Müll. Hal.
- Dicranum subnitescens Stirt.
- Dicranum subpalustre Müll. Hal. & Kindb.
- Dicranum subpenicillatum Müll. Hal.
- Dicranum subporodictyon (Broth.) C. Gao & T. Cao
- Dicranum subpungens Hampe
- Dicranum subreconditum Geh. & Hampe
- Dicranum subreflexifolium Müll. Hal.
- Dicranum subscoparium Kindb.
- Dicranum subsetosum Müll. Hal.
- Dicranum subsubulifolium Kindb.
- Dicranum subulatifolium R. Br. bis
- Dicranum subulatum Hedw.
- Dicranum subulifolium Kindb.
- Dicranum sudeticum Schwägr.
- Dicranum suecicum (Arnell & C.E.O. Jensen) Adlerz
- Dicranum sulcatum Müll. Hal.
- Dicranum sulfureoflavus Müll. Hal.
- Dicranum sullivanii Müll. Hal.
- Dicranum sulphureoflavus Müll. Hal.
- Dicranum sumatranum Broth.
- Dicranum sumichrastii Duby
- Dicranum surinamense (Müll. Hal.) Müll. Hal.
- Dicranum symblepharoides Cardot
- Dicranum syrrhopodontoides Müll. Hal.
- Dicranum takakii Sakurai
- Dicranum tamarindifolium Turner
- Dicranum tapes Müll. Hal.
- Dicranum tasmanicum (Hook. f.) Wilson
- Dicranum tauricum Sapjegin
- Dicranum taxifolium (Hedw.) F. Weber & D. Mohr
- Dicranum tectorum Warnst. & H. Klinggr.
- Dicranum tenax Müll. Hal.
- Dicranum tenellum Poech
- Dicranum tenerum (Mitt.) Müll. Hal.
- Dicranum tenue (Hedw.) P. Beauv.
- Dicranum tenuicuspidatum Müll. Hal.
- Dicranum tenuifolium (Vill. ex Brid.) P. Beauv.
- Dicranum tenuinerve J.E. Zetterst.
- Dicranum tenuirostre Kunze ex Schwägr.
- Dicranum terebrifolium Müll. Hal.
- Dicranum thelinotum Müll. Hal.
- Dicranum thraustophyllum Müll. Hal.
- Dicranum thraustum Schimp.
- Dicranum thwaitesii Mitt.
- Dicranum toninii Müll. Hal.
- Dicranum torfaceum (Bruch & Schimp.) Müll. Hal.
- Dicranum torquatum Mitt.
- Dicranum tortifolium (Hook. f. & Wilson) Mitt.
- Dicranum tortile (Schrad.) P. Beauv.
- Dicranum tortuosum Hampe
- Dicranum trachyblepharon Müll. Hal.
- Dicranum trachynotum Müll. Hal.
- Dicranum trachyphyllum Renauld & Cardot
- Dicranum trachythecium Müll. Hal.
- Dicranum transsylvanicum Lüth
- Dicranum trichophyllum Hampe
- Dicranum trichopodum Mitt.
- Dicranum tricolor Müll. Hal.
- Dicranum triforme (Mitt.) Hampe
- Dicranum triviale (Müll. Hal. ex E. Britton) Müll. Hal.
- Dicranum truncatum (Müll. Hal.) Müll. Hal.
- Dicranum truncicola Broth.
- Dicranum truncorum Schimp. ex Müll. Hal.
- Dicranum tubulifolium Ireland
- Dicranum tuerckheimii Müll. Hal.
- Dicranum tundrae Lindb. & Arnell
- Dicranum uleanum Müll. Hal.
- Dicranum uncinatum (Dicks.) Sm.
- Dicranum undulatifolium (Dixon) D.H. Norris & T.J. Kop.
- Dicranum undulatum Schrad. ex Brid.
- Dicranum undulifolium Müll. Hal. & Kindb.
- Dicranum ustulatum Brid.
- Dicranum vaginatum Hook.
- Dicranum validum Hampe
- Dicranum variabile R. Br. bis
- Dicranum varium Hedw.
- Dicranum ventrialare Müll. Hal.
- Dicranum venturii De Not.
- Dicranum verticillatum Hampe
- Dicranum vesiculare Hampe
- Dicranum villicaule Hampe
- Dicranum virens Hedw.
- Dicranum virginicum Austin
- Dicranum viridatum Müll. Hal.
- Dicranum viride (Sull. & Lesq.) Lindb.
- Dicranum viridicatum Müll. Hal.
- Dicranum viridissimum (Dicks.) Turner
- Dicranum viridulum Sw.
- Dicranum wahlenbergii (Brid.) Schultz
- Dicranum waimakaririense R. Br. bis
- Dicranum walkeri Mitt.
- Dicranum wallisii Müll. Hal.
- Dicranum weisiopsis Müll. Hal.
- Dicranum weymouthii Müll. Hal.
- Dicranum wheeleri Müll. Hal.
- Dicranum whiteleggei Müll. Hal.
- Dicranum widgrenii Müll. Hal.
- Dicranum woollsii Müll. Hal.
- Dicranum xanthodon Hedw.
- Dicranum xanthophyllum Mont. ex Paris
- Dicranum yakushimense Sakurai
- Dicranum yezomontanum Nog.
- Dicranum zeyheri Müll. Hal.
- Dicranum zollingerianum Müll. Hal.
- Dicranum zygodonticarpum Müll. Hal.

Selon World Register of Marine Species (17 octobre 2018) :
- Dicranum scoparium Hedw.